# Jakob Demmerle
Jakob Demmerle (* 15. September 1897 in Börrstadt; † 23. März 1968 in Rockenhausen) war ein deutscher Landwirt und Politiker (CDU).

## Leben und Beruf
Demmerle wurde als Sohn eines Landwirtes geboren. Nach dem Volksschulabschluss und dem Besuch der dreijährigen Fortbildungsschule arbeitete er ab 1914 im elterlichen Landwirtschaftsbetrieb sowie in einem Unternehmen für Kohle und Baustoffe. 1916 bis 1918 war er Kriegsteilnehmer im Ersten Weltkrieg. 1919 übernahm Demmerle die Leitung des elterlichen Betriebes. Nach der „Machtergreifung“ der Nationalsozialisten wurde er mehrfach verhaftet und 1934 sechs Monate im KZ Dachau interniert. 1939 musste er erneut Kriegsdienst (Bau-Bataillon Westwall) leisten. Später war er erneut als Kaufmann und Landwirt tätig.

## Politik
Demmerle amtierte von 1925 bis 1933 sowie erneut seit 1945 als Bürgermeister der Gemeinde Börrstadt. 1930 wurde er Mitglied der Zentrumspartei. Demmerle trat nach 1945 in die CDP ein, aus der später der rheinland-pfälzische Landesverband der CDU hervorging. Er war Mitbegründer der CDU im Kreis Rockenhausen und Bezirk Pfalz, Kreisvorsitzender der CDU Rockenhausen und Mitglied des Kreistags Rockenhausen.
Demmerle war 1946/47 Mitglied der Beratenden Landesversammlung des Landes Rheinland-Pfalz und wurde anschließend in den Rheinland-Pfälzischen Landtag gewählt, dem er bis zu seiner Mandatsniederlegung am 31. Juli 1965 angehörte. Im Landtag war er Mitglied im Agrarpolitischen Ausschuss, Ernährungs- und Versorgungsausschuss, Rechts-, Geschäftsordnungs- und Petitionsausschuss.

## Ehrungen
- Großes Bundesverdienstkreuz (1961)